# Arctosa yasudai
Arctosa yasudai là một loài nhện trong họ Lycosidae.
Loài này thuộc chi Arctosa. Arctosa yasudai được Hozumi Tanaka miêu tả năm 2000.